# Pogi
Pogi è una frazione del comune di Bucine, in provincia di Arezzo, in Toscana. 

## Storia
Le testimonianze di Stanziamenti umani in questa zona si hanno sin dal 800 a.c. come suggerisce l'antica fornace Etrusca. L'espansione inizia quando gli etruschi, fondatori del paese iniziano a costruire vie e strade per aumentare la popolazione che nel 600 a.c. ammontava almeno a 100 abitanti. Intorno al 300 prima di Cristo i Romani, i nuovi dominatori della regione, iniziano la costruzione del famoso ponte romano, che collega la Pogi antica con quella medioevale. Quest'ultima è chiamata "Pogi Alto". Ed è proprio sotto l'urbe che la popolazione quasi raddoppia.

### Medioevo
La conquista barbarica (Ostrogota e Gotica), introdurrà nuovi sistemi idrici per sfruttare l'acqua del vicino torrente "Ambra". Intorno al VI-VII secolo viene costruita una roccaforte, oggi distrutta, che dominava tutta la Val D'Ambra. Con l'arrivo Bizantino, il Borgo inizia ad assumere l'aspetto medioevale che contraddistingue la Toscana. Nel 650 circa vengono completate tre nuove strade che assicuravano i commerci tra Longobardi e i Bizantini. Quando nel 580 i Nuovi barbari (I Longobardi) conquistano la Tuscia, aggiungono nuovi sistemi difensivi ai confini di questo piccolo Borgo, e più in generale del comune di Bucine. 

### Il basso medioevo e l'età moderna
I carolingi promuovono la pesca nel fiume Ambra, e tramite una nuova via di comunicazione, ovvero lo stesso fiume. La repubblica di Firenze inglobò l'area Aretina intorno al 1300 e rimodernizzò queste zone, iniziando anche a espandere Pogi sulle colline, finora trascurate. L'utilizzo dei rilievi e dei fiumi aumentò anche la popolazione, che fuggendo dall'ormai decadente Repubblica Pisana, si insediò qui. Il Granducato di Toscana, introdusse per primo il nome Pogi, che si diffuse lentamente tra la popolazione. 

### 1800 e Contemporaneità
Le truppe Napoleoniche passarono da Cennina, un vicino borgo, nel 1808, e distrussero le mura difensive medioevali. La popolazione iniziò a decrescere intorno a metà del XIX secolo, arrivando a toccare le 150 persone nel 1869. Per fortuna, una leggera immigrazione annua e l'arrivo dei potenti mezzi agricoli fecero tornare le persone e nel 1905 la demografia ammontava a quasi 200 individui. Durante la Seconda guerra mondiale la zona del Valdarno venne bombardata dalla Luftwaffe in ritirata tra il 1944 ed il 1945, ed in particolare venne colpita Bucine e le frazioni adiacenti, tra cui Pogi. Negli anni 50' viene addirittura aperta una scuola, e molti altri edifici civili. Quasi tutti questi nuovi monumenti vengono chiusi intorno al 2000. Oggi Pogi è un vivace paesino di campagna, con una popolazione che ammonta a 249 abitanti nella parte bassa, ed immerso nella storia.